# Debora Vivarelli
Debora Vivarelli (Bolzano, 28 januari 1993) is een Italiaans professioneel tafeltennisster. Zij speelt rechtshandig met de shakehandgreep.
Zij nam namens haar land deel aan de Olympische Zomerspelen 2020 maar won daar geen medailles.